# 45e armée de l'air et des forces de défense aérienne
Pour les articles homonymes, voir 45e armée.
La 45e armée de l'air et des forces de défense aérienne (russe : 45-я армия ВВС и ПВО) est une armée de l'air des forces aérospatiales russes, unité du district militaire nord dont le siège est à Mourmansk.

## Composition (années 2020)

### Engagements
En 2016, dans le cadre de l'intervention militaire de la Russie en Syrie et avec le déploiement du groupe naval de l'Amiral Kouznetsov, la 45e armée a envoyé quarante pilotes participer aux opérations avec quatre cent vingt missions de combat en deux mois.

### 45earméede l'air et de défense aérienne
- Quartier général, unité n° 06351 (commune de Safonovo, Severomorsk, région de Mourmansk)
- 40e régiment d'aviation mixte, unité militaire n° 36097 (Base aérienne d'Olenia — sous le commandement de l'aviation à long rayon d'action)
- 98e régiment d'aviation mixte, base aérienne de Montchegorsk (équipée d'avions d'attaque Soukhoï Su-24, d'avions de reconnaissance Su-24MR et de[réf. nécessaire]
- 174e régiment d'aviation de chasse, Montchegorsk (équipée de Mikoyan-Gourevitch MiG-31BM)[2]
- 403e régiment d'aviation mixte, base aérienne de Severomorsk-1[3] — formé le 1er décembre 2019 (équipée d'avion de guerre ASM Iliouchine Il-38)[3]
- 100e régiment d'aviation de chasse embarqué, base aérienne de Severomorsk-3, (équipée de chasseurs Mikoyan MiG-29 et Mikoyan MiG-29K)[4],[5]
- 279e régiment d'aviation de chasse embarqué, base aérienne de Severomorsk-3[réf. nécessaire] (équipée de chasseurs Soukhoï Su-33)[réf. nécessaire]
- 924e régiment d'aviation de missiles marins de la Garde, base aérienne d'Olenegorsk[réf. nécessaire]
- 830e régiment d'hélicoptères ASM embarqués, base aérienne de Severomorsk-1[réf. nécessaire] — formée le 1er décembre 2019 (équipée de Ka-27, Ka-29 et Ka-31)[3]
- 2e groupe d'aviation de la Garde, unité militaire n° 49324-2 (aérodrome de Kipelovo)
- 3e groupe d'aviation de la garde, unité militaire n° 49324-3 (aérodrome d'Ostafyevo)
- 73e escadron d'aviation ASM à long rayon d'action, unité militaire n° 39163 (Fedotovo, aérodrome de Kipelovo, région de Vologda) : Tu-142MR, Tu-142MK[réf. nécessaire]
- 9e régiment de drones (aérodrome de Severomosk-1, région de Mourmansk)[3]
- 89e liaison aérienne séparée (Arkhangelsk, aéroport de Talagi) : 2 unités. An-26, 2 unités. Mi-8MTV-5
- Bureau du commandant de l'aviation (région d'Arkhangelsk, Mirny, aérodrome de Plesetsk)
- Bureau du commandant de l'aviation, île Kotelny[réf. nécessaire]
- Bureau du commandant de l'aviation, base aérienne de Nagourskoïé, Terre d'Alexandra[réf. nécessaire]
- Bureau du commandant de l'aviation, Terre du Nord[réf. nécessaire]
- Bureau du commandant de l'aviation, base aérienne de Rogatchevo

- 1re division de défense aérienne (1-я дивизия ПВО), QG à la base aérienne de Severomosk-3[réf. nécessaire]
  - 531e régiment de missiles anti-aériens, réparti entre Poliarny et Gadjievo (équipé de 24 systèmes antiaériens S-400 et de 6 Pantsir-S1)[réf. nécessaire]
  - 583e régiment de missiles anti-aériens, base aérienne d'Olenegorsk, Olenegorsk (équipé de 12 systèmes antiaériens S-300 et 12 S-300PS)[réf. nécessaire]
  - 1528e régiment de missiles anti-aériens, à Severodvinsk, Arkhangelsk (équipé de système antiaérien S-400)[6]
- 3e division de défense aérienne (3-я дивизия ПВО) — assurant la défense aérienne de l'Arctique russe[7]
  - 33e régiment de missiles anti-aériens, base aérienne de Rogatchevo — formé début 2019[8],[9] (équipé de système antiaérien S-400)[10]
  - 414e régiment de missiles anti-aériens, aéroport de Tiksi — formé en 2019 (équipé de système antiaérien S-300PS)[11],[9],[12]
  - Bataillon de missiles anti-aériens, Terre d'Alexandra (équipé de système antiaérien Pantsir-S1)[13]

La 3e division de défense aérienne est formée en 2019 opérationnelle en 2020. Elle est responsable de la défense aérienne de l'Arctique.

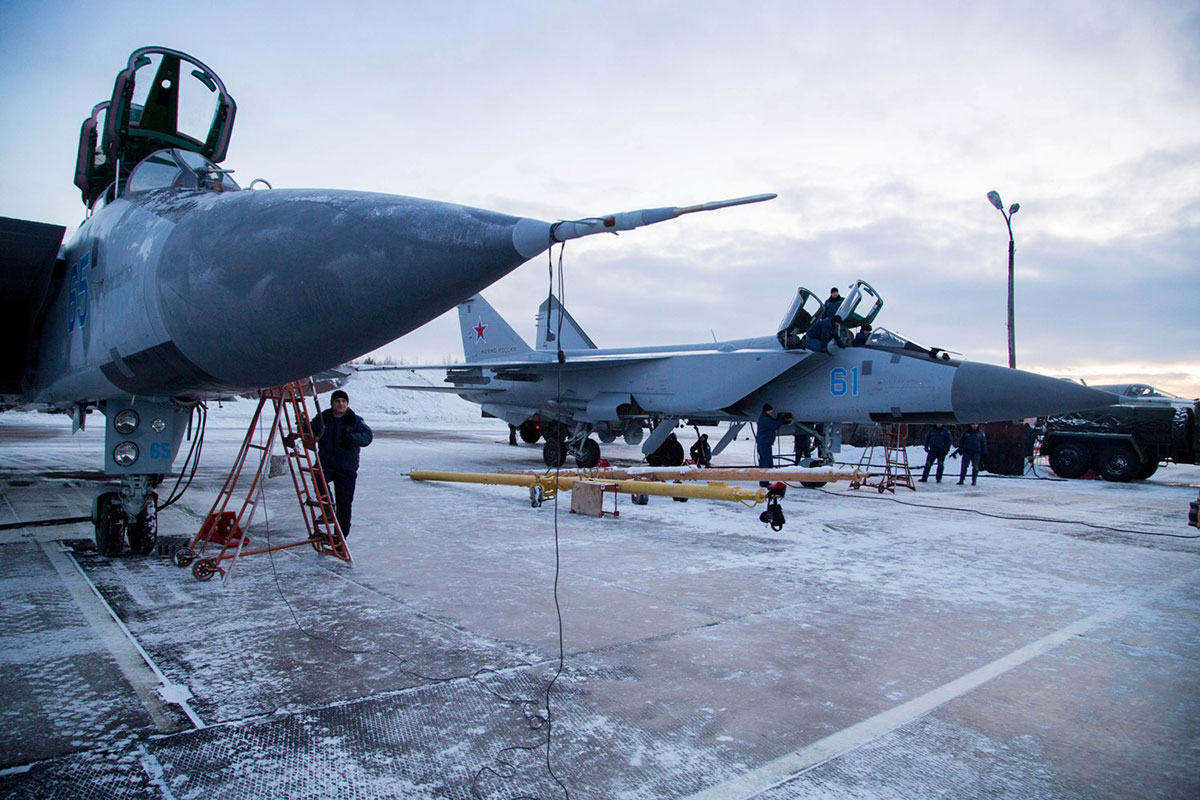
Mig-31 du 98e à la Base aérienne de Montchegorsk.
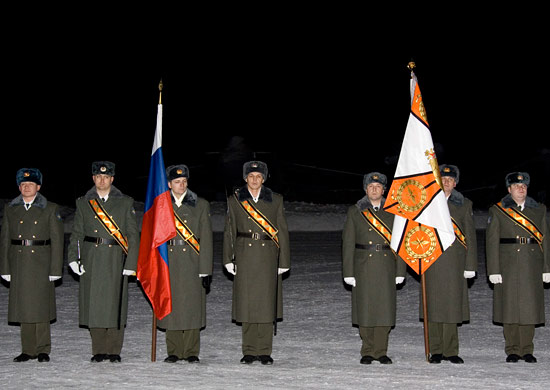
La 1re division anti-aérienne.